# Lepiku (Tallinn)
 Lepiku  est un quartier du district de  Pirita  à Tallinn en Estonie.

## Description
En 2019, Lepiku  compte 1 581 habitants.
Sa superficie est de 1,62 km2.
Lepiku à pour voisins au nord Mähe, au sud et à l'ouest Kloostrimetsa, au sud-est Laiaküla et à l'est la commune de Viimsi. 
La frontière du quartier s'étend au nord le long de Kupra tee, à l'Ouest la zone forestière de  Kloostrimetsa et du cimetière boisé de Tallinn, au sud la rue Kloostrimetsa tee, à l'Est Pärnamäe tee et le cimetière de Pärnamäe (et).
Les rues du quartier sont Harksaba tänav, Kannustiiva tänav, Karuslase tänav, Kedriku tänav, Kirilase tänav, Kloostrimetsa tee, Kriibi tänav, Kuldtiiva tänav, Kupra tee, Kõlviku põik, Kõlviku tee, Lepiku tee, Lumiku tänav, Merikanni tänav, Piksepeni tänav, Põldma tänav, Päevakoera tänav, Pärnamäe tee, Silmiku tänav, Sinitiiva tänav, Sirptiiva tänav, Sompa tee, Suurekivi tänav, Sügislase tänav, Täpiku tänav, Udeselja tänav, Vaksiku tänav, Valguta tänav, Villkäpa tänav, Äigrumäe tee, Öölase tänav.

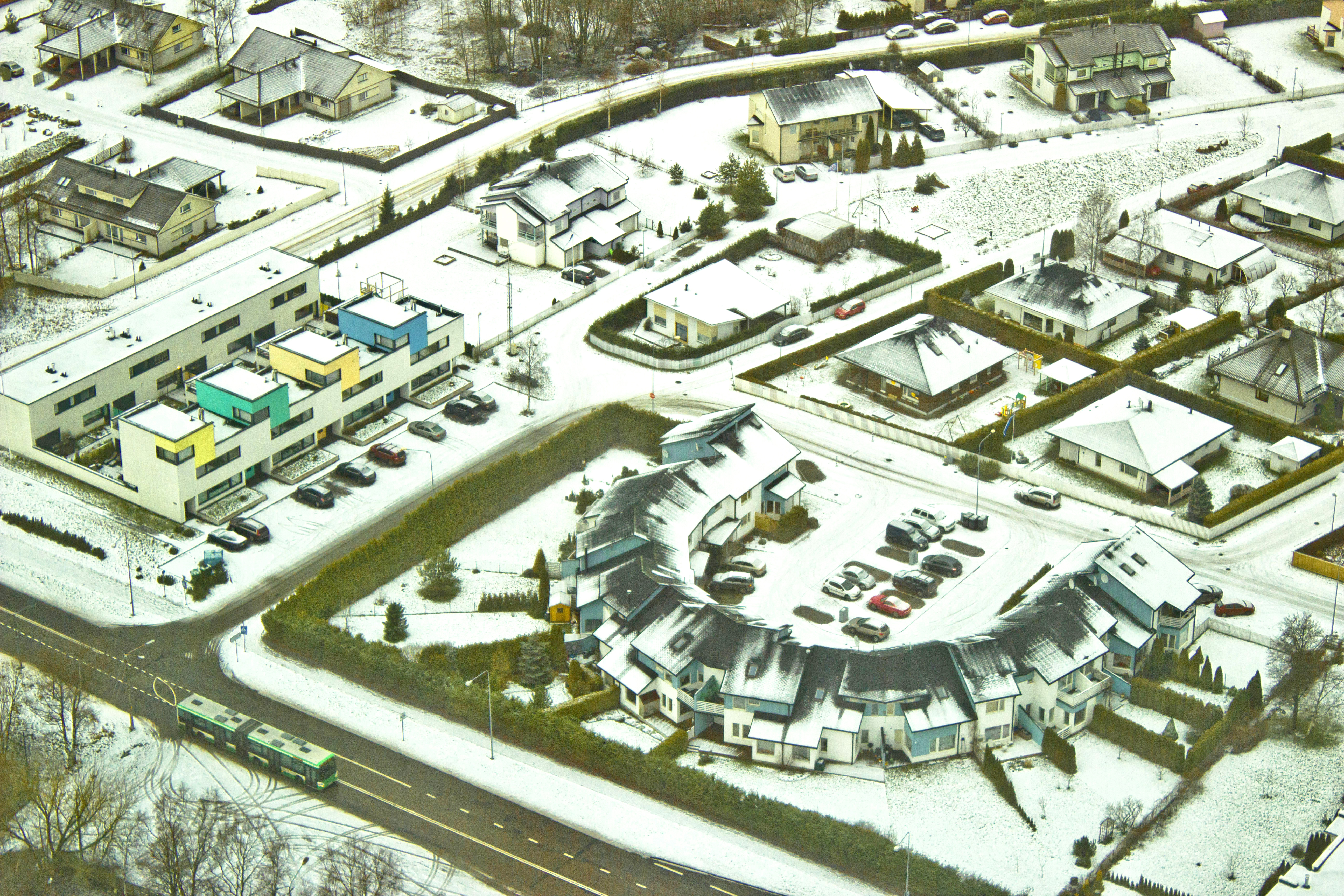
Lepiku.

## Population
| 2008  | 2010  | 2011  | 2012  | 2013  | 2014  |
| ----- | ----- | ----- | ----- | ----- | ----- |
| 1 074 | 1 226 | 1 325 | 1 469 | 1 502 | 1 524 |

| 2015  | 2016  | 2017  | 2018  | 2019  | 2020  |
| ----- | ----- | ----- | ----- | ----- | ----- |
| 1 523 | 1 564 | 1 565 | 1 579 | 1 581 | 1 630 |

| 2021  | 2022  | - | - | - | - |
| ----- | ----- | - | - | - | - |
| 1 636 | 1 651 | - | - | - | - |

## Transports
La ligne de bus n° 38 dessert le quartier.

## Lieux et monuments
- Jardin botanique de Tallinn
- Cimetière de Pärnamäe (et).
- Kloostrimetsa
- Cimetière boisé de Tallinn

## Galerie

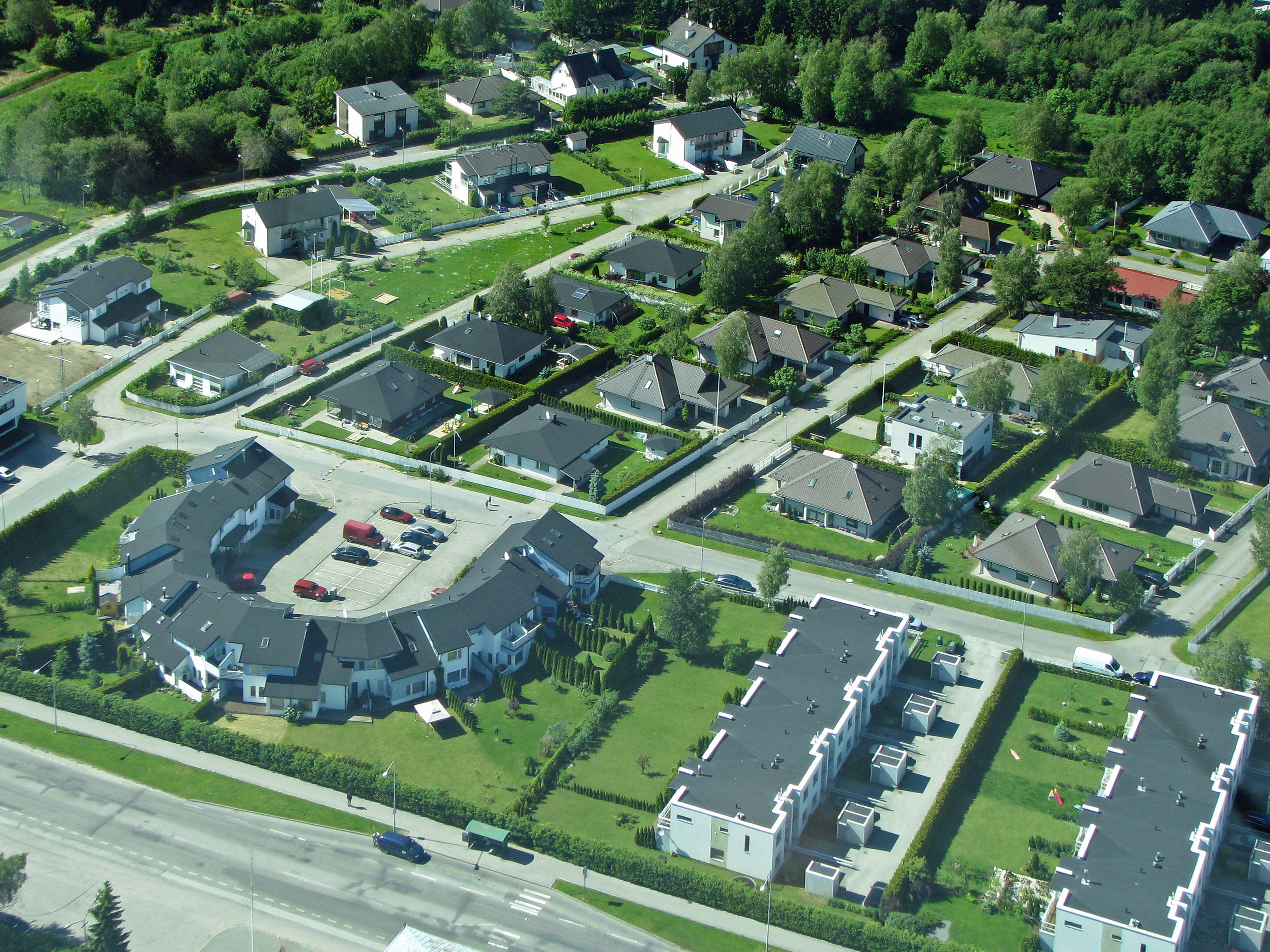
Bâtiments de Lepiku.
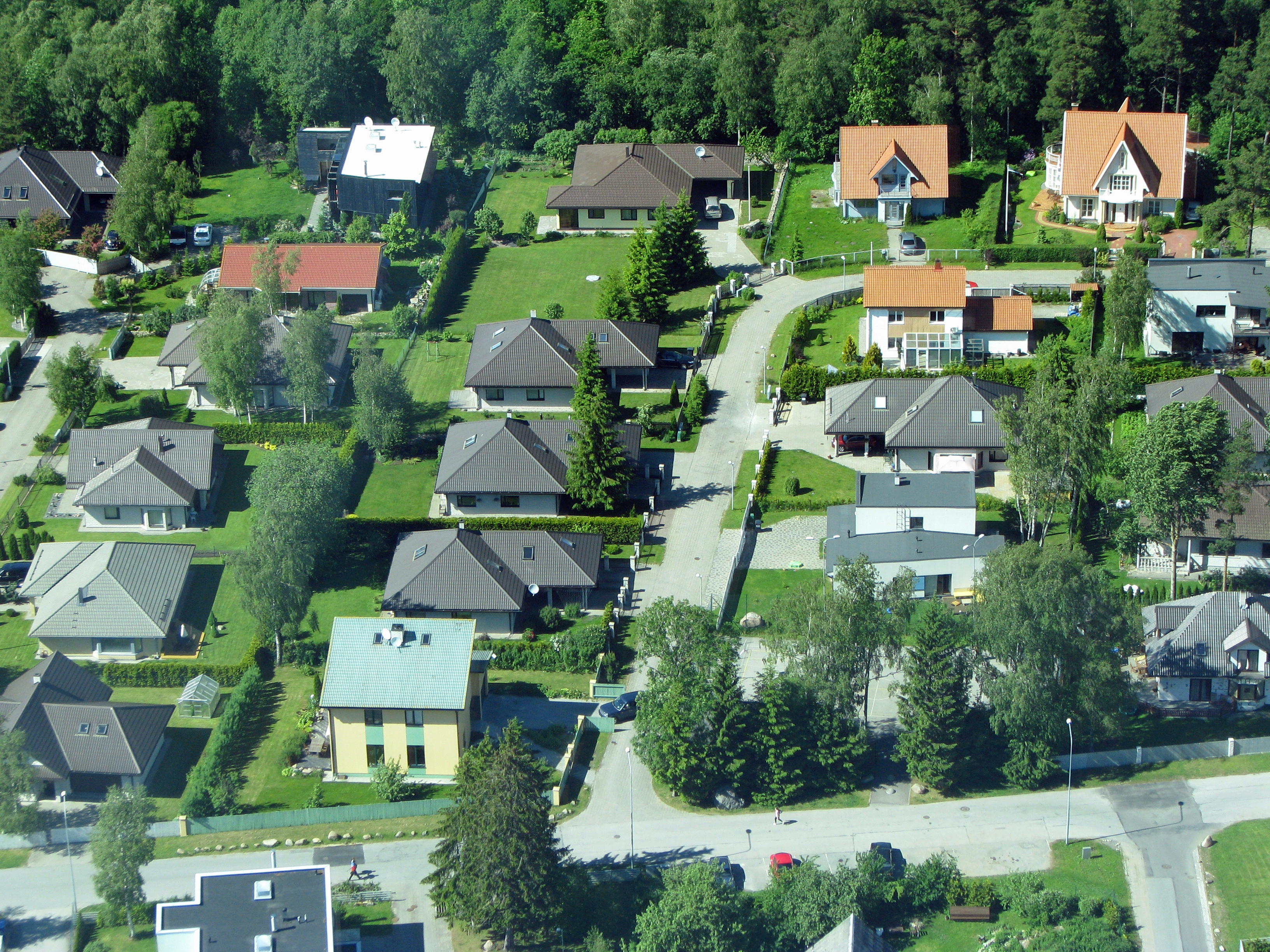
Udeselja tänav  et Siniliiva tänav.
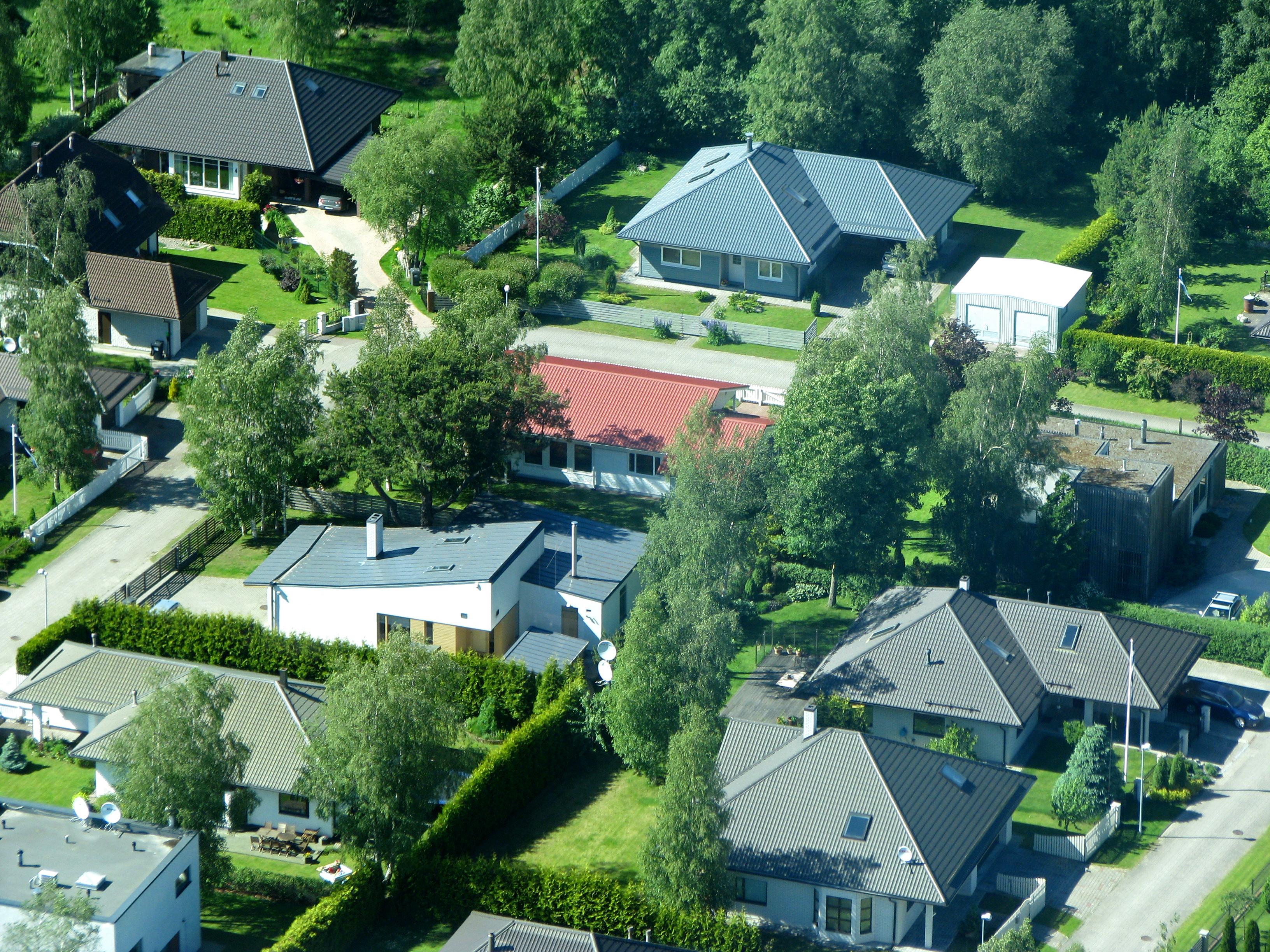
Kuldtiiva tänav.
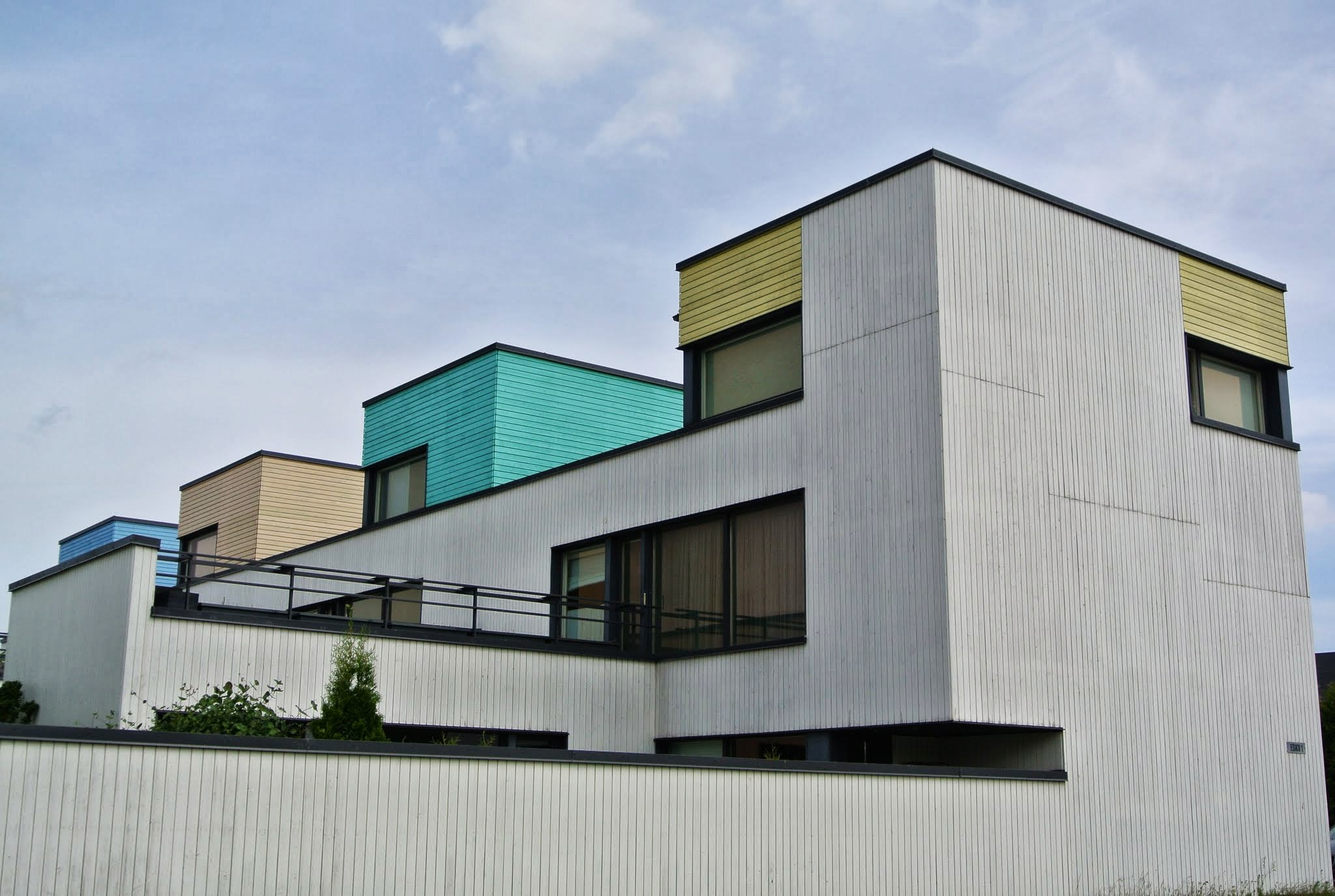
Immeubles résidentiels en rangée de la rue Lepiku tänav.

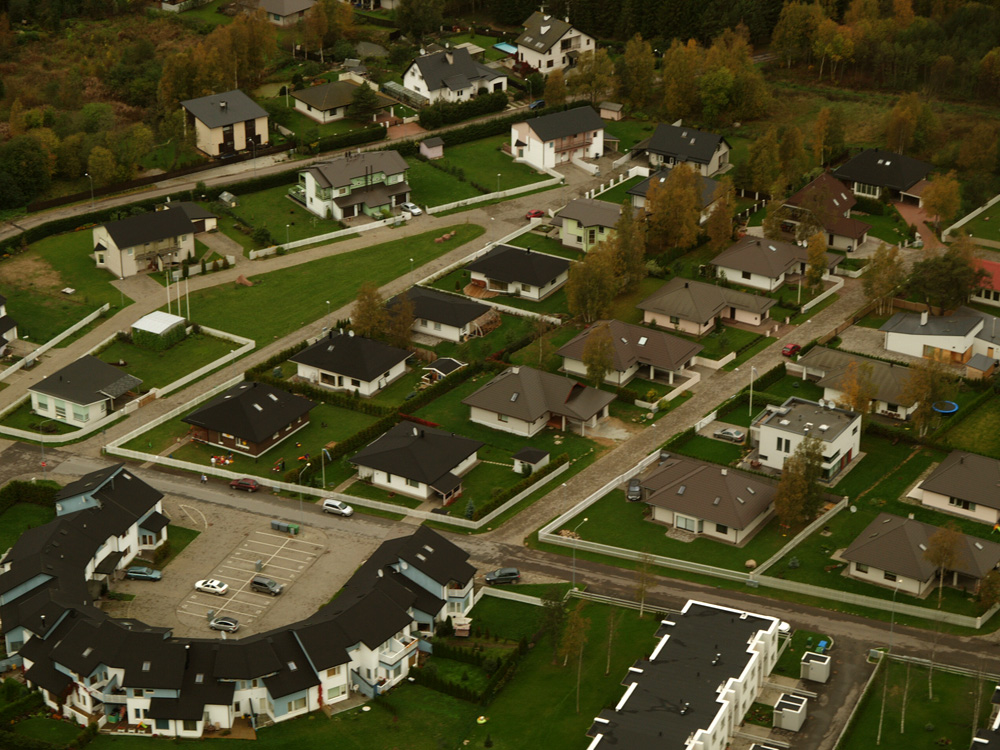
Tallinn vu de la Teletorn
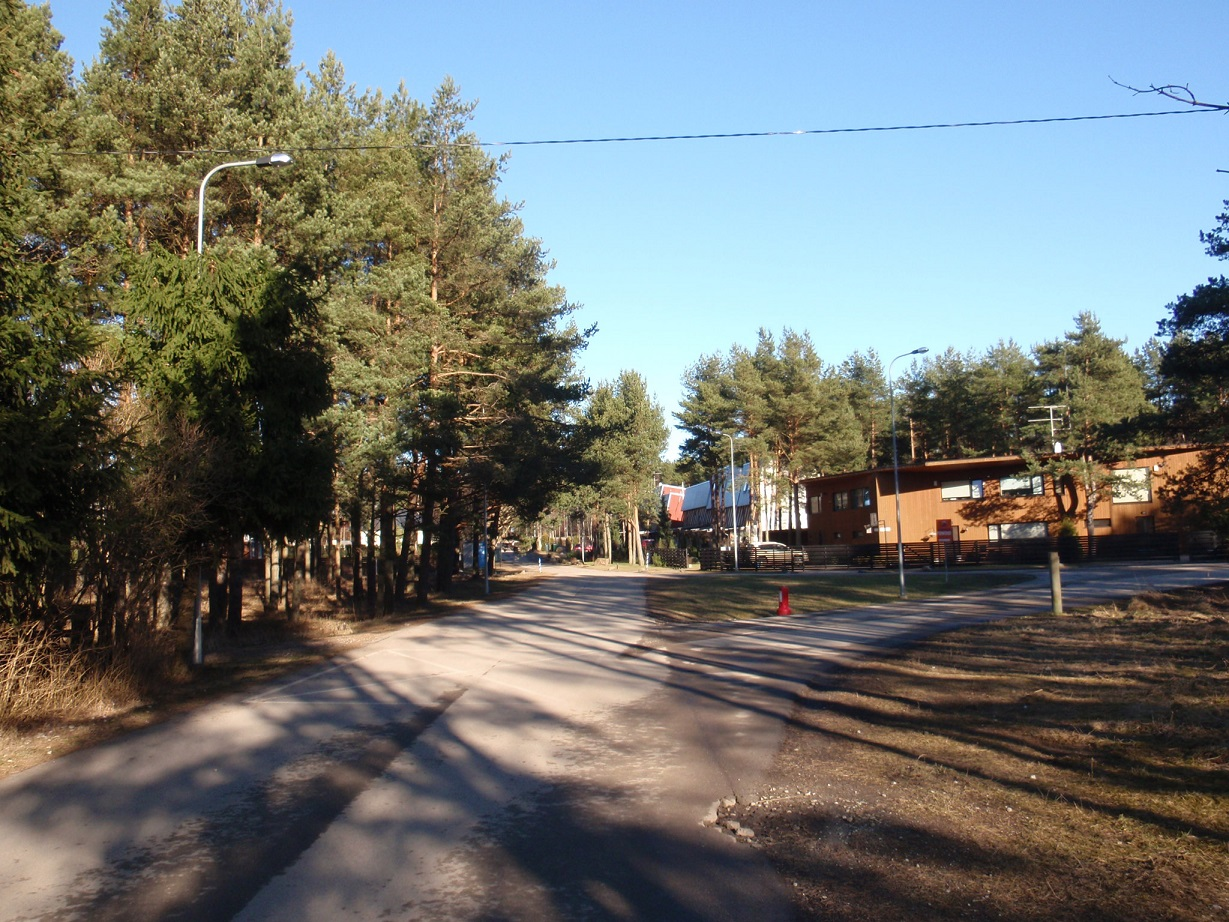
Rue Kõlviku.
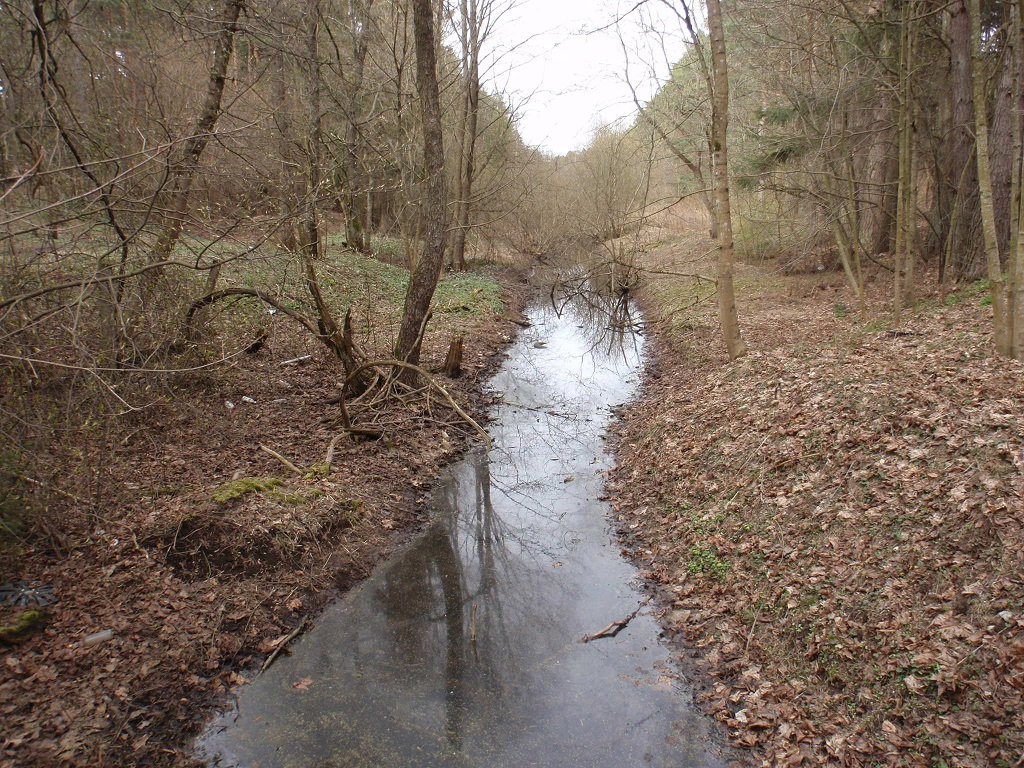
Fossé du cimetière.
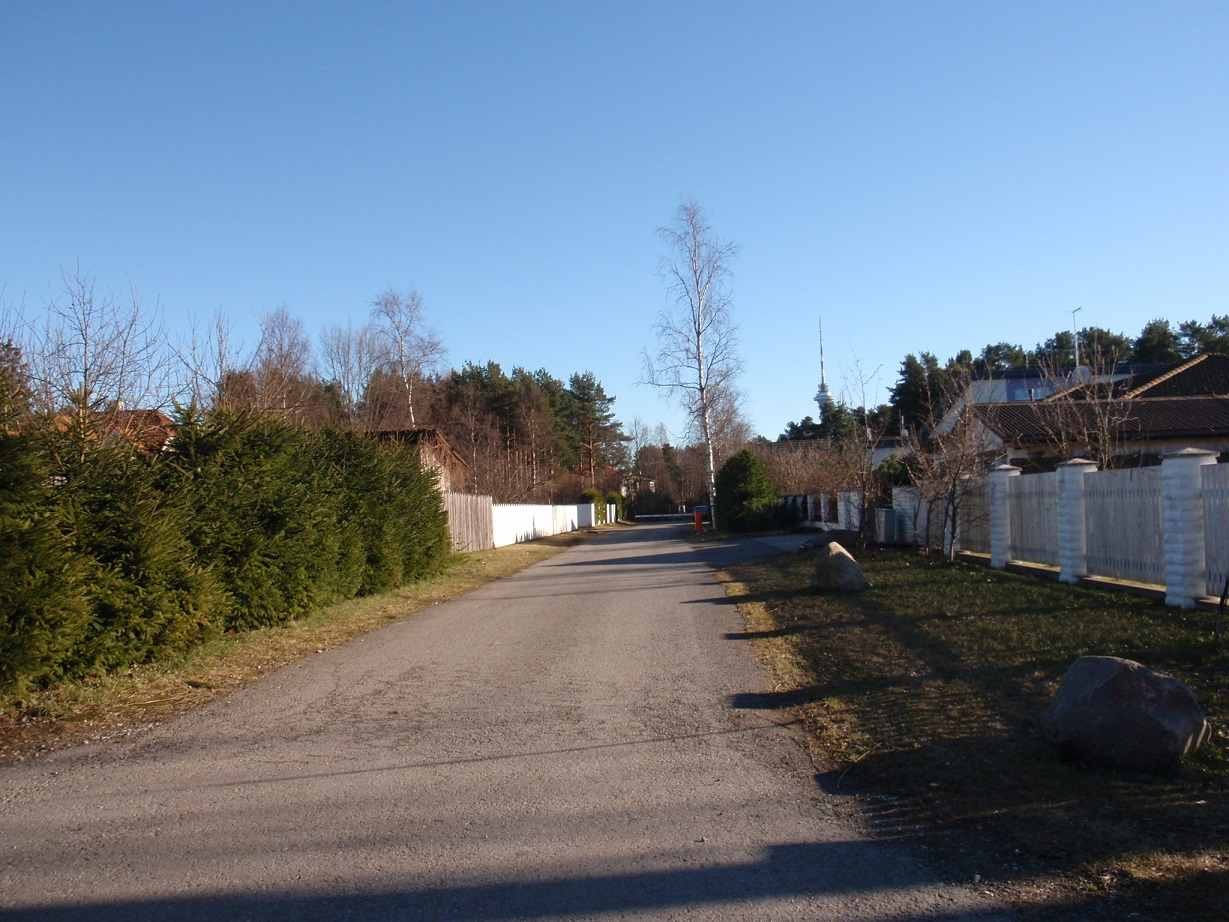
Rue Valguta